# Scleronephthya pallida
Scleronephthya pallida är en korallart som först beskrevs av Thomas Whitelegge 1897.  Scleronephthya pallida ingår i släktet Scleronephthya och familjen Nephtheidae. Inga underarter finns listade i Catalogue of Life.